# Brogsitter Weingüter Privat-Sektkellerei Exklusiv-Importe
Die Brogsitter Weingüter Privat-Sektkellerei Exklusiv-Import GmbH ist ein deutsches Weinhandels und Weinherstellungsunternehmen.

## Überblick
Seit 1600 ist die Familie Brogsitter im Weinbau und 1860 als Exporteur deutscher Weine tätig. Am Sitz in Grafschaft-Gelsdorf im rheinland-pfälzischen Weinbaugebiet Ahr werden vielfach Weine und Rebsorten-Sekt hergestellt. Auf 33 ha Rebflächen mit Schiefer- und Lössböden in Spitzenlagen gelangen 65 % Spätburgunder, 15 % Frühburgunder, 12 % Portugieser, 6 % Dornfelder und 2 % Riesling in den Keller. Jährlich werden ca. 190.000 Flaschen produziert. Inhaber der Brogsitter Weingüter Privat Sektkellerei-Exklusiv Importe GmbH ist Hans-Joachim Brogsitter. Zu der Gruppe mit 250 Mitarbeitern gehören u. a. die Norizia Kellereien GmbH, das Historische Gasthaus Sanct Peter und das Romantik-Hotel Sanct Peter sowie eine Mehrheitsbeteiligung an der Weinimport- und Handelsgesellschaft Stecher&Krahn.

## Weingut Brogsitter

### Geschichte
Die Brogsitter sind eine Winzerfamilie, die seit dem 15. Jahrhundert im Tal der Ahr ansässig ist. Die Familie ist eng mit den ehemaligen Weingütern „Zum Domherrenhof“ (heute „Brogsitter Weingüter“) und „Zum heiligen Sanct Peter“ (heute Gasthaus Sanct Peter) verbunden. Im Jahr 1246 wurde das Weingut dem Kölner Domstift geschenkt. Offiziell gab man ihm den Namen „Sanct Peter“, nach dem Petersdom in Rom. Das Gasthaus wird erstmals um das Jahr 1600 als „fränkischer königseigener Meierhof“ erwähnt. Bis 1805 war das Sanct Peter Hof- und Weingut des Kölner Domstifts. Anfang des 19. Jahrhunderts wurde unter Napoleon I. auch der Besitz der Domherren säkularisiert. Nach dem Zweiten Weltkrieg übernahm der Vater von Hans-Joachim Brogsitter, Hans Brogsitter, die Weingüter „Zum Domherrenhof“ und „Sanct Peter“. Gleichzeitig begann er mit der Erzeugung von Sekt. Der Markennamen „Graf von Are“ erinnert an den ehemaligen Besitzer der Güter. Lagebezeichnungen wie Klosterberg, Domlay, Pfaffenberg und Himmelchen legen die kirchlichen Besitzer nahe.
Die ehemalige Staatsdomäne (vorher Kloster Marienthal bei Dernau) geht auf eine Stiftung der Abtei Klosterrath zurück, die 1137 das Kloster Marienthal, auch „Mariae vallis“ genannt, gründeten. Nach wechselvoller Geschichte wurde das Klostergut 1925 Preußische Staatliche Weinbaudomäne. 1952 wurde ein Teil der 19 ha Rebhänge Versuchsanstalt des Landes Rheinland-Pfalz als Rotweinmuster- und Versuchsbetrieb. Seit dem Verkauf durch das Land Rheinland-Pfalz im September 2004 befindet es sich zu einem Viertel im Besitz der Familie Brogsitter.
| - Klosterberg - Alte Lay - Domlay - Pfaffenberg - Himmelchen - Kräuterberg Der Gesamtertrag aller Lagen liegt bei durchschnittlich 47 hl/ha. | - Spätburgunder (65 %) - Frühburgunder (15 %) - Portugieser (12 %) - Dornfelder (6 %) - Riesling (2 %) |

Die von den Weingütern gelesenen Rebsorten werden zu 90 % trocken, 8 % halbtrocken und 2 % fruchtig/lieblich ausgebaut.

## Auszeichnungen
Das Unternehmen erhielt seit 2008 regelmäßig Landesprämierungen für Wein und Sekt von Rheinland-Pfalz in Gold, Silber und Bronze. Erzeugnisse mit einer Goldauszeichnung waren u. a.:
- 2008 Ahr – Spätburgunder Qualitätswein b.A. trocken APNR 005110
- 2009 Ahr – Spätburgunder Qualitätswein b.A. trocken APNR 005210
- 2009 Ahr – Frühburgunder Qualitätswein b.A. trocken APNR 005410
- 2009 Ahr – Frühburgunder Qualitätswein b.A. trocken im Barrique gereift APNR 005510
- 2009 Ahr – Spätburgunder Qualitätswein b.A. trocken im Barrique gereift APNR 005610
- 2009 Walporzheimer Alte Lay – Spätburgunder trocken APNR 005710
- 2009 Walporzheimer Alte Lay – Spätburgunder trocken APNR 005810
- 2009 Walporzheimer Pfaffenberg – Frühburgunder Qualitätswein b.A. trocken im Barrique gereift APNR 006010
- 2009 Ahrweiler Klosterberg – Spätburgunder Qualitätswein b.A. trocken APNR 006710

## Brogsitter Privat Sektkellerei
Die Brogsitter Privat Sektkellerei ist die älteste an der Ahr. In den Kellern reifen neben den Weinen auch die Grundweine für die hauseigenen Sekte. Die Spezialität sind Rebsorten-Sekte wie Burgunder (Spätburgunder, Weißburgunder, Pinot Grigio und Spätburgunder Blanc de Noir, weiß gekeltert) sowie Riesling.